# 노영수
노영수(盧英壽, ？ ~ 1385년)는 고려의 문신이자 우왕의 비인 의비(毅妃)의 아버지이다. 본관은 장연(長淵)이며, 위원현(威遠縣, 현 평안북도 의주) 출신이다.

## 생애
노영수의 딸인 석비(釋婢)는 본래 근비(謹妃)의 궁인이었으나, 1381년 우왕이 석비(釋婢)를 총애하여 의비로 봉하자 노영수는 서운부정(書雲副正)에서 대호군(大護軍)이 되었고, 그의 처는 복안댁주(福安宅主)가 되었다.
1382년 우왕이 의비(毅妃)를 위해 부(府)를 세워 덕창부(德昌府)라고 하였고, 노영수(盧英壽)를 밀직사(密直使)로 임명하였다. 당시 의비가 후궁 중에서 가장 많은 총애를 받았기 때문에 의복과 기명(器皿) 등 사치스러운 물건이 근비(謹妃)보다 지나쳤다. 이때부터 의비의 아버지였던 노영수가 현달하게 되어 며칠 안 되어 군(君)으로 봉해지니, 그 기세가 등등하였다.
우왕이 거의 매일 그의 집에 행차하여 잔치를 베풀 정도로 총애를 받아 큰 권세를 부렸다. 1385년 12월 위성부원군(威城府院君) 노영수(盧英壽)가 사망하니, 우왕이 술자(術者)를 거느리고 남쪽 교외로 장지(葬地)를 보러 갔으며, 양효(良孝)라는 시호를 내렸다.

## 가족
- 부인 : 복안택주 (福安宅主, 1343 ~ ? )
  - 딸 : 의비 노씨(毅妃 盧氏)
  - 사위 : 우왕 (禑王, 1365년 ~ 1389년, 재위 : 1374년 ~ 1388년) - 고려의 제32대 왕
  - 아들 : 노구산 (盧龜山, ? ~ 1419년)
    - 손녀 : 소빈 노씨(昭嬪 盧氏) - 조선 태종의 후궁